# Dario Dabac
Dario Dabac (Senj, 23 mei 1978) is een Kroatisch voetballer die bij voorkeur als verdediger speelt. Hij verruilde in februari 2013 Shenyang Zhongze voor NK Nehaj Senj.